# Yuxarı Əskipara
Yuxarı Əskipara (também Okari-Eskipara ou Yukhary Askipara, lit. "Askipara Superior") é uma localidade no rayon de Qazax, no Azerbaijão.
Forma um exclave do país, com 37 km², rodeado pela Arménia e controlado por esta desde a Guerra de Nagorno-Karabakh. 